# Brus (danskt kortspel)
Brus är ett danskt kortspel med rötter i det medeltida spelet karniffel och besläktat med det gotländska spelet bräus (vilket ofta också går under benämningen brus).
Spelet går ut på att vinna stick och är för i första hand avsett för fyra deltagare, som spelar ihop parvis. Man använder en lek med 36 kort (tvåor, treor, fyror och tior saknas). Kortens inbördes rangordning är mycket speciell: de tre högsta korten är klöver knekt, kallad spits, hjärter kung, kallad brus, och spader åtta, kallad galhund ("galen hund"). Därefter följer niorna, essen, de övriga knektarna och sexorna, inom varje valör rankade i ordningen klöver, spader, hjärter, ruter. För sjuorna gäller särskilda regler. Övriga kort har inget värde alls; skulle ett stick innehålla enbart sådana kort vinner ingen sticket.
I given delas tre kort ut till varje spelare, och resterande kort bildar en talong, från vilken spelarna drar varsitt nytt kort efter varje avslutat stick. Man är inte tvungen att följa färg. Det är tillåtet att vid utspel lägga två eller tre kort i samma valör, och övriga spelare måste då lägga lika många kort var. Högsta kort enligt rangordningen vinner sticket. Den sida som först spelat hem fem stick vinner given.